# M'Eire Morough
M'Eire Morough is een folkfestival dat van 2003 tot en met 2019 jaarlijks tijdens het laatste weekend van juli in Dendermonde georganiseerd werd op het recreatiedomein Kalendijk. In 2024 maakte het festival een comeback.

## Historie
De eerste editie vond plaats in 2003 en kende een bescheiden opkomst. Sindsdien werd er door de organisatoren steeds verder geïnvesteerd in kwaliteit van de groepen waardoor het festival gestaag groeide en zich ontwikkelde tot een divers evenement wat allerlei aspecten van de Keltische folkore en historie belichtte. In 2007 werd het festival uitgebreid met een 2de dag, in 2019 met een derde dag. Op het hoogtepunt mocht het festival zo'n 5000 bezoekers verwelkomen. Na aanhoudende hevige regen tijdens de editie van 2019 en de daaropvolgende coronapandemie, werd het festival enkele jaren stopgezet.
In 2024 volgde een nieuwe editie. De organisatoren kozen voor een nieuwe invulling van het terrein en een sterkere focus op Schotland en Ierland en daarbij horende Keltische tradities. 

## Naam met dubbele betekenis
De naam bestaat uit drie afzonderlijke stukken. De eerste 'M' is een afkorting zijn van het Schotse 'Mac', wat 'zoon van' wil zeggen. Het daaropvolgende Eire staat voor Ierland en Morough is een oud-Ierse naam, die zoveel betekent als 'man van de zee'. Achter elkaar staat er dan 'Zoon van Ierland, man van de zee'. Een "tongue in cheek" leeswijze is echter dat als je het in het lokale dialect leest, er 'meire meurreg' staat, wat ter plaatse zoveel wil zeggen als 'morgen een kater'.

## Opzet
Het folkfestival is een kruising tussen een traditioneel muziekfestival en een sociale bijeenkomst met nevenactiviteiten. Deze staan steeds in het kader van de Kelten, Schotland of Ierland. Zo zijn er demonstraties van highland games, klederdracht, een Gallisch dorp, een verhalenverteller, workshops Ierse dans en een demonstratie van druïden. Ook is er een Keltische markt met allerlei Ierse en Schotse specialiteiten en een uitgebreide catering met Keltische specialiteiten als haggis, stew, zalm en whisky.

## Muziek
Het muzikale gedeelte bestaat uit een breed aanbod van folkmuziek dat gedurende het hele weekend doorloopt. Tot 2018 vond er op vrijdag een kleinkunstavond plaats. Enkele van de talrijke artiesten die tijdens dit festival hebben opgetreden waren Ambrozijn, Snakes in Exile, Kadril, Urban Trad, Eva De Roovere, Johan Verminnen, Raymond van het Groenewoud en anderen.